# KP Brehmer
KP Brehmer, eigentlich: Klaus Peter Brehmer (* 12. September 1938 in Berlin; † 16. November 1997 in Hamburg), war ein deutscher Maler, Grafiker und Filmemacher. Von 1971 bis 1997 war er Ordentlicher Professor an der Hochschule für bildende Künste Hamburg. Die meisten seiner Werke werden als Politische Kunst oder die Visualisierung politischer Tendenzen rezipiert.

## Leben
Geboren wurde KP Brehmer 1938 in Berlin. Seine Eltern waren der Technische Reichsbahnassistent Frank Brehmer und Gertrud Brehmer, seine Geschwister Werner Brehmer und Jürgen Brehmer. Nach der Schule absolvierte er von 1957 bis 1959 eine Lehre zum Chemigraf und bereits 1959 fertigte er erste Radierungen an. Der Ausbildung folgte von 1959 bis 1961 das Studium der freien Grafik an der Werkkunstschule Krefeld bei Rolf Sackenheim, einem Schüler von Otto Coester. Nachdem 1961 erste Versuche mit fotografischen Schichten, Fotoradierungen und Klischeedrucke erfolgten, wechselte Brehmer 1961 zum weiteren Studium der freien Grafik an die Kunstakademie Düsseldorf, wo er bis 1963 bei Otto Coester arbeitete.
Nach einem einjährigen Parisaufenthalt im Atelier Stanley William Hayter 1963 im Rahmen eines Stipendiums, erfolgte 1964 die Rückkehr nach Berlin, wo sich KP Brehmer den verschiedenen Techniken der Druckgrafik widmete. In dieser Zeit entstanden gefaltete Grafiken, Reproduktionen von Briefmarkenserien, Objekte und Collagen, Farbmuster und Skalen, verschiedene Filmarbeiten und Demografien (sogenannte Farbengeografien). Seit der Gründung der Galerie Block im Jahre 1964 wurde Brehmer von seinem engen Freund René Block vertreten und in vielen Ausstellungen repräsentiert.
1971 erfolgte die Berufung als Professor an die Hochschule für bildende Künste Hamburg. 1986 gehörte er zu den Gründungsmitgliedern der Galerie Vorsetzen (Hamburg) und In den Jahren 1987 und 1988 war er zudem als Gastdozent an der Kunstakademie Hangzhou (VR China).
Er lebte von 1938 bis 1957 in Berlin (Neukölln), von 1957 bis 1964 in Krefeld, ab 1971 in Berlin und Hamburg und seit Mitte der 1980er-Jahre in Hamburg und Vietze. KP Brehmer war Mitglied im Deutschen Künstlerbund.

## Werk
In die frühesten mit fotomechanischen Reproduktionstechniken (Klischeedruck, Siebdruck und Offsetdruck) hergestellten grafischen Arbeiten mischten sich schnell „reale“ Objekte wie architektonische, technische und organische Elemente unter die abstrakten Motive.
Beeinflusst von den um 1960 aufkommenden neuen Kunstdefinitionen und -richtungen wie der Pop Art, aber auch vom politischen Aufbegehren der jungen Generation der 1960er-Jahre, definierte Brehmer eine neue Formensprache, die sich – in Opposition zur abstrakten Kunst der 1950er-Jahre – realistischer Motive bediente. So entstanden um 1963 sogenannte Trivialgrafiken, die als Klischeedruck (eine Hochdrucktechnik, die auch als Rasterätzung oder Autotypie bezeichnet wird) ausgeführt wurden. Dabei nutzte Brehmer „alltägliche“ Motive aus der Werbung und den Massenmedien, wie nackte Frauen, Autos oder Raumfahrer. Schließlich überwand Brehmer mit der Konstruktion von Aufstellern und Schachteln die beschränkte Dimensionalität der Druckgrafik. Daneben nutzte Brehmer Mitte der 1960er-Jahre ein neues Motiv, die Briefmarke, die als autoritative Instanz mit kultureller Definitionsmacht definiert werden kann. Diese Einzelgrafiken setzte er zum Teil zu Albumseiten oder Beuteln zusammen.
Mit seinen Arbeiten seit Mitte der 1960er-Jahre wurde Brehmer, neben Konrad Lueg, Sigmar Polke, Gerhard Richter und Wolf Vostell, ein wichtiger Vertreter des Kapitalistischen Realismus (Kapitalistischer Realismus). Heute werden die dem Kapitalistischen Realismus zuzurechnenden Werke oft auch der europäischen Pop Art, mit der Bemerkung einer besonderen – politischen – Prägung zugeordnet.
Gleichzeitig versuchte Brehmer durch unlimitierte oder falsch deklarierte Auflagen, Andrucke und Sonderausgaben, die Kunst zu demokratisieren und die kommerziellen Strukturen der Kunstverwertung zu unterwandern.
In den 1970er-Jahren entstand eine neue Werkgruppe – die so genannten „diagrammatischen Arbeiten“, in denen Farbmuster, Landkarten und Statistiken verarbeitet wurden. Der politische Charakter trat noch stärker hervor. So beschäftigte sich Brehmer mit der Deutung und Bedeutung von Farbe als Symbol (Farbengeografien, Ideale Landschaft, Farbmuster) und schuf überdimensionale Schautafeln und Karten zum Faschismus (Hitlers Rede, 1973), zur kommunistischen Bedrohung (Lokalisierung von Rotwerten, 1972), zu Umweltschäden (Skyline, 1972) und Kriegsfolgen (Lokalisierung Rot/Rosa, 1972 My Lai).
Bekannteste Arbeit dieser Werkgruppe ist eine manipulierte Deutschlandfahne (Korrektur der Nationalfarben, 1972), die in den drei unterschiedlich großen Farbflächen schwarz rot gold die Vermögensverteilung in Westdeutschland versinnbildlicht und die vor der Documenta 5 aufgezogen wurde.
Ab den späten 1970er-Jahren begann Brehmer – neben der fortgesetzten Produktion von Grafiken und Zeichnungen – zu malen. Die Motive sind aus wissenschaftlichen Fachzeitschriften entnommene Thermografien, Sonogramme etc. Der dabei unternommene Versuch, die menschlichen Gefühle und Gedanken als quantifizierbare physikalische und chemische Prozesse wissenschaftlich zu definieren, wurde von Brehmer thematisiert und kritisch hinterfragt.
Neben den Grafiken, Tafelbildern und Zeichnungen produzierte Brehmer zahlreiche Filme (z. B. Walkings 16 mm, 20 min., s/w, Ton; Kleistfilm, 16 mm, 9 min., Farbe, Ton; mehrere Dokumentarfilme über Aktionen von J. Beuys, C. Moorman, A. Kaprow, A. Koepcke, S. Polke u. a.) sowie auf grafischen Vorlagen beruhende Kompositionen (Seele und Gefühl eines Arbeiters, 1978; Komposition Nr. 3 (in Form eines Spitzkleeblattes), 1983 u. a.)
Die Visualisierung gesellschaftlicher Entwicklungen und politischer Tendenzen kann man als den „roten Faden“ im Werk KP Brehmers bezeichnen.

## Ausstellungen

### Einzelausstellungen
„Wir sind zur Zeit darauf angewiesen, die vorgegebenen Institutionen – Kunstvereine, Museen, Galerien usw. – zu benutzen. Das ist eine bestimmte Bahn, die man benutzen kann, denn die funktioniert heute noch. Ich halte also sehr wenig davon, diese Dinge zu zerstören – diese Institutionen kann man unterwandern. Sichtagitation. Und deswegen bin ich auch dagegen, daß man sagt: Kunst, Malerei – ist nicht mehr. Ein scharfes Bild in einer Ausstellung, in einer Galerie, das kann durchaus noch eine gewisse Effektivität haben.“ KP Brehmer, 1971.
- 1964: Graphisches Kabinett der Freien Galerie, Berlin
- 1965: Klaus Peter Brehmer: Trivialgrafik, Galerie René Block, Berlin (K)
- 1967: Galerie im Centre, Göttingen
- 1971: KP Brehmer. Produktion 1962–1971, Kunstverein Hamburg (K) / Galerie Baecker, Bochum
- 1972: Galerie Bama, Paris (Frankreich) / Galerie René Block, Berlin
- 1975: Bilder einer Ausstellung, René Block Gallery, New York (USA)
- 1976: KP Brehmer. Gesamte Druckgrafik, Museum Wiesbaden (K)
- 1977: Time, College of Art, Philadelphia (USA)
- 1985: KP Brehmer. Wie mich die Schlange sieht. Wie ich die Schlange sehe, DAAD-Galerie, Berlin (K), Stadtgalerie, Saarbrücken; Büro Orange, München (K)
- 1989: KP Brehmer. 30 Jahre Arbeit in Kunst. Trivialgrafik, Aufsteller, Schachteln, 1959–1970, Galerie Vorsetzen, Hamburg (mit Stephan von Huene)
- 1993: KP Brehmer, Schamanismus, Galerie Vorsetzen, Hamburg (mit Bogomir Ecker)
- 1994: KP Brehmer – Briefmarken 1966–1972, Galerie Bernd Slutzky, Frankfurt am Main (K)
- 1995: KP Brehmer, DG HYP-Ausstellungsforum, Hamburg (K)
- 1998: KP Brehmer – Alle Künstler lügen, Fridericianum, Kassel (K)
- 2000: KP Brehmer – Das Gefühl zwischen den Fingerkuppen, Galerie Bernd Slutzky, Frankfurt am Main
- 2004: KP Brehmer – Nationale Werte, Städtische Galerie Bietigheim-Bissingen
- Ständige Ausstellung seit 1998 im Sockelgeschoß der Hamburger Kunsthalle
- 2009: KP Brehmer – Milliken Gallery, Stockholm (Schweden)
- 2011: KP Brehmer – A TEST EXTENDING BEYOND THE ACTION Centro Andaluz de Arte Contemporáneo Sevilla (Spanien)
- 2013: KP Brehmer und die Grafik des Kapitalistischen Realismus. Neue Nationalgalerie, Berlin.[3]
- 2014: KP Brehmer Real Capital – Production Raven Row, London.[4]
- 2015: KP Brehmer Scheinbar abstrakte Kunst, Galerie Vorsetzen, Hamburg
- 2017: KP Brehmer. Gallery Vilma Gold, London[5]
- 2018: KP Brehmer – Kunst ≠ Propaganda zum 80. Geburtstag. Neues Museum Nürnberg[6]; Hamburger Kunsthalle (2018/2019) (unter den Titel Korrektur der Nationalfarben); folgend Gemeentemuseum Den Haag (2019); und ARTER, Istanbul (2020/21)
- 2018/2019: Zweimal täglich Zähneputzen. Galerie Volker Diehl, Berlin[7]
- 2019: KP Brehmer. Galleria Allegra Ravizza, Lugano (Schweiz)[8]
- 2020: KP Brehmer – Song of Growth, Galerie Weiss Falk, Basel (Schweiz)[9]
- 2020/2021: Verlorene Arbeitstage, Galerie Volker Diehl, Berlin[10]
- 2023: Welt im Kopf [World in Mind], curated by Elisa R. Linn and Lennart Wolff, Petzel Gallery and Maxwell Graham Gallery, New York (USA)[11]

### Gruppenausstellungen
„KP Brehmer hatte es gar nicht so sehr auf Einzelausstellungen angelegt. Ihm erschienen Gruppenausstellungen wegen des künstlerischen Austausches interessanter.“ (Zitat Monika Brehmer)
- 1964: Neodada, Pop Decollage, Kapitalistischer Realismus, Galerie René Block, Berlin
- 1966: Kritische Grafik. Brehmer – Staeck – Vostell, Graficky kabinety, Brno (Tschechoslowakei)
- 1967: Hommage à Lidice, Galerie René Block, Berlin; Spala Galerie, Prag (Tschechoslowakei) / New multiple art, Whitechapel Art Gallery, London (Großbritannien)
- 1969 Wilhelm-Morgner-Preis für experimentelle Kunst 1969, Soest
- 1971: Metamorphose des Dinges. Kunst und Antikunst 1910–1970, Nationalgalerie, Staatliche Museen Preußischer Kulturbesitz, Berlin
- 1972: documenta 5. Befragung der Realität. Bildwelten heute, Kassel
- 1973: Kunst im politischen Kampf. Aufforderung – Anspruch – Wirklichkeit, Kunstverein Hannover
- 1974: Art in Society. Society into Art, Institute of Contemporary Arts, London (Großbritannien)
- 1975: Druckgrafik der Gegenwart, Nationalgalerie, Berlin / Boites, ARC 2, Musée d´Art Moderne de la ville de Paris (Frankreich)
- 1976: Künstler drucken, Leipzig (DDR) / Working Party, Whitechapel Art Gallery, London (Großbritannien)
- 1977: documenta 6 in Kassel / 13° E. Eleven Artists working in Berlin, Whitechapel Art Gallery, London (Großbritannien)
- 1978: Eremit? Forscher? Sozialarbeiter? Das veränderte Selbstverständnis von Künstlern, Kunstverein und Kunsthaus, Hamburg / Kunst von 1960 bis heute, Berlinische Galerie, Berlin / Realisten, Kunsthalle Rostock (DDR); Moskau (Russland)
- 1979: Für Augen und Ohren. Von der Spieluhr zum akustischen Environment, Akademie der Künste, Berlin / Écouter par les yeux, ARC, Musée d´Art Moderne de la ville de Paris (Frankreich) /  Cartes de la terre, Centre Pompidou, Paris (Frankreich)
- 1984: Zugehend auf eine Biennale des Friedens. Hamburger Wochen für Bildende Kunst 1985, Kunsthaus und Kunstverein, Hamburg
- 1985: Vorsatz 1, Galerie Vorsetzen, Hamburg
- 1987: 1961 Berlin art 1987, Museum of Modern Art, New York (USA)
- 1988: China & The West Calligraphy & Painting Harmony, Art Gallery, Hangzhou (VR China)
- 1989: Broken Music. Artists´ Recordworks, DAAD-Galerie, Berlin; Gemeentemuseum, Den Haag (Niederlande); Magasin, Grenoble (Frankreich)
- 1990: The Readymade Boomerang / 8th Biennale of Sydney (Australien)
- 1991: Fluxus & Concept-art. Sammlung Beck, Wilhelm-Hack-Museum, Ludwigshafen / Umwandlungen, National Gallery of Korea, Seoul (Südkorea) / Mit dem Kopf durch die Wand. Sammlung Block, Statens Museum for Kunst, Kopenhagen; Kunsthalle, Nürnberg
- 1992: KP Brehmer, K.H. Hödicke, Konrad Lueg, Wolf Vostell, Sigmar Polke, Gerhard Richter, Grafik des Kapitalistischen Realismus, Galerie Bernd Slutzky, Frankfurt am Main (K)
- 1993: Mediale Hamburg
- 1997: PRO LIDICE – 52 Künstler aus Deutschland, Tschechisches Museum für Bildende Künste, Prag (Tschechien)
- 1999: Pop Impressions. Europe/USA, The Museum of Modern Art, New York (USA) / EuroPop. A Dialogue with the US, Arken Museum for Moderne Kunst, Kopenhagen (Dänemark)/ Chronos und Kairos. Die Zeit in der zeitgenössische Kunst, Fridericianum Kassel
- 2000: Das XX. Jahrhundert. Ein Jahrhundert Kunst in Deutschland. Nationalgalerie Berlin / Hamburger Bahnhof (K)
- 2002: Shopping. 100 Jahre Kunst und Konsum. Kunsthalle Schirn, Frankfurt am Main, Tate Gallery, Liverpool (Großbritannien)
- 2003: Berlin-Moskau. 1950–2000, Berliner Festspiele / Martin-Gropiusbau Berlin
- 2004: Moskau-Berlin 1950–2000. Staatliches Historisches Museum, Moskau (Russland) / Behind the Facts. Interfunktionen 1968–75. Miró Foundation, Barcelona (Spanien); Porto (Portugal) / Two and One.Printmaking in Germany 1945–1990, Kunsthalle zu Kiel / Krieg Medien Kunst. Städtische Galerie Bietigheim-Bissingen
- 2006: Art Salon Belgrade – ART, LIFE & CONFUSION, Belgrad (Serbien) / Eye on europe. Prints, books & multiples 1960 to know, The Museum of Modern Art, New York (USA) / Far West. Vier Künstler zwischen Deutschland und China, Kunsthaus Hamburg, verschiedene Stationen in China (2007) Shanghai u. a.
- 2007: FAR WEST, Mingyan Artcenter, Shanghai (VR China)
- 2008: Europop, Kunsthaus Zürich (Schweiz)
- 2008: True Romance. Allegorien von der Renaissance bis heute, Kunsthalle Wien, (Österreich) Villa Stuck, München, Kunsthalle zu Kiel / Europop Ausstellung im Kunsthaus Zürich / German Angst, Der Neue Berliner Kunstverein / Art Basel, Galerie Milliken
- 2009: Flagge zeigen? Die Deutschen und ihre Nationalsymbole, Haus der Geschichte der Bundesrepublik Deutschland / Quartett – Vier Biennalen im Spiegel grafischer Blätter, Tanas, Berlin / Werke aus der Sammlung Block, Neues Museum in Nürnberg / Bilder einer Ausstellung, Edition Block Berlin / Bilderschlachten – 2000 Jahre Nachrichten aus dem Krieg, Museum Industriekultur / The Armory Show 2009, New York, Milliken Gallery / 1968. Die große Unschuld, Kunsthalle Bielefeld / Time as Matter. MACBA Collection. New acquisitions, Museu d’Art Contemporani de Barcelona / Red Thread – Ein Prolog zur 11. Internationalen Istanbul Biennale Tanas Berlin / 11. Biennale Istanbul / Kunst und Kalter Krieg – Deutsche Positionen 1945–1989, Deutsches Historisches Museum Berlin
- 2010: Vom Ursprung der Welten, Künstlerhaus Hamburg e. V. FRISE / Kapitalistischer Realismus. Grafik aus der Sammlung Block, Die Feininger Galerie Quedlinburg
- 2011: modell/stadt/muster/stadt, Centre d'art passerelle Brest (Frankreich)/ travaille(r) la réalité ! Centre d'art passerelle Brest (Frankreich) / GRAFIK DES KAPITALISTISCHEN REALISMUS, Edition Block Berlin / All I Can See is the Management, Gasworks (London/Großbritannien)/ 6th MOMENTUM Bienal, Norwegen / Museum of Affects. In the framework of L'InternationaleMuseum of Contemporary Art Metelkova, Slowenien / Belvedere – Warum ist Landschaft schön? Arp Museum Bahnhof Rolandseck in Remagen
- 2012: Doppelte Ökonomien – Vom Lesen eines Fotoarchivs aus der DDR (1967–1990), Halle14 – Zentrum für zeitgenössische Kunst, Leipziger Baumwollspinnerei / Hungry City. Landwirtschaft in der zeitgenössischen Kunst, Kunstraum Kreuzberg / Bethanien, Berlin / Erhöhte Temperatur. Kunst und Klima, Salzburger Kunstverein (Österreich) / Abstraktion und Alltag, Galerie Nord – Kunstverein Tiergarten, Berlin / Capitalist Realism, Early prints of KP Brehmer, Karl Horst Hödicke, Konrad Lueg, Sigmar Polke, Gerhard Richter, Wolf Vostell, Kunsthal 44 Møen / Pi – π Verwandlungen des Kreises, Landdrotei Pinneberg
- 2013: 55th International Art Exhibition at the Venice Biennale, Venedig (Italien) Biennale di Venezia (labiennale.org)
- 2013: KP Brehmer und die Grafik des Kapitalistischen Realismus, Studioausstellung des Kupferstichkabinetts in der Neuen Nationalgalerie, Berlin[12]
- 2014: Playtime, Städtische Galerie im Lenbachhaus, München / GERMAN POP Schirn Kunsthalle, Frankfurt (Main)
- 2015: Office Space Yerba Buena Center for the Arts, San Francisco (USA)/ Adventures of the Black Square Whitechapel, London (GB)
- 2016: Art into Society – Society into Art. This archival display documents the 1974 ICA exhibition. ICA, London (GB)[13]
- 2017: German Pop – I like FORTSCHRITT – German Pop reloaded, Städtische Galerie Villingen-Schwenningen[14]
- 2019: A DAY´S WORK, Museum Wilhelm Morgner, Soest[15]
- 2019: Familienbande – Die Schenkung Schröder. Museum Ludwig, Köln[16]
- 2020/2021: Gezeichnete Stadt, Berlinische Galerie, Berlin[17]

## Belege
1. ↑  kuenstlerbund.de: Ordentliche Mitglieder des Deutschen Künstlerbundes seit der Gründung 1903 / Brehmer, KP (Memento vom 4. März 2016 im Internet Archive) (abgerufen am 10. Februar 2016)
2. ↑  KP Brehmer in einem Interview mit Werner Rhode. In: Klaus Peter Brehmer: Produktion 1962-1971. Kunstverein in Hamburg, 1971.
3. ↑  Mitteilung zur Ausstellung, abgerufen am 6. Oktober 2023.
4. ↑  Internetseite ravenrow.org
5. ↑  Vilma Gold. Abgerufen am 28. Februar 2021.
6. ↑  Internetseite Neues Museum
7. ↑  Galerie Volker Diehl | KP BREHMER | 2 X TÄGLICH ZÄHNEPUTZEN. In: DIEHL. Abgerufen am 6. Mai 2019 (amerikanisches Englisch).
8. ↑  KP BREHMER. Abgerufen am 28. Februar 2021.
9. ↑  Weiss Falk. Abgerufen am 28. Februar 2021 (englisch).
10. ↑  Galerie Diehl. Abgerufen am 27. Februar 2021.
11. ↑  KP Brehmer – Welt im Kopf [World in Mind] – Exhibitions – Petzel Gallery. Abgerufen am 1. Mai 2023 (englisch).
12. ↑  Staatliche Museen zu Berlin: KP Brehmer und die Grafik des Kapitalistischen Realismus. Abgerufen am 28. Februar 2021.
13. ↑  Art into Society – Society into Art at ICA London – Artmap.com. Abgerufen am 28. Februar 2021.
14. ↑  I like FORTSCHRITT – German Pop reloaded. Abgerufen am 28. Februar 2021.
15. ↑  A Day's Work. Abgerufen am 28. Februar 2021.
16. ↑  Familienbande – Museum Ludwig, Köln. Abgerufen am 28. Februar 2021.
17. ↑  Gezeichnete Stadt. Abgerufen am 28. Februar 2021.

| Personendaten    | Personendaten                             |
| ---------------- | ----------------------------------------- |
| NAME             | Brehmer, KP                               |
| ALTERNATIVNAMEN  | Brehmer, Klaus Peter (wirklicher Name)    |
| KURZBESCHREIBUNG | deutscher Maler, Grafiker und Filmemacher |
| GEBURTSDATUM     | 12. September 1938                        |
| GEBURTSORT       | Berlin                                    |
| STERBEDATUM      | 16. November 1997                         |
| STERBEORT        | Hamburg                                   |